# 강신 (배우)
강신(1998년 6월 8일~)은 대한민국의 배우이다. 2018년에 뮤지컬배우로 첫 출발했다.

## 생애
강신은 1998년 6월 8일 부산광역시에서 태어나 부산예술고등학교 음악과를 거쳐 이화여자대학교 성악과를 졸업하자마자 이화여자대학교 대학원 음악학과 석사과정을 졸업했고 2018년 뮤지컬배우로 데뷔하였고, 그리고 전공은 성악을 했다. 배우 정소리랑은 
부산예술고등학교를 같이 졸업한 동기이다.

## 학력
- 재송초등학교 (졸업)
- 경운중학교 (졸업)
- 부산예술고등학교 음악과 성악전공 (졸업)
- 이화여자대학교 음악학과 성악전공 (졸업)
- 이화여자대학교 대학원 음악학과 성악전공 (졸업)

## 드라마
- 2024년 OCN 《O'PENing - 수령인》 - 성서연 역
- 2024년 U+모바일 《노 웨이 아웃 : 더 룰렛》